# Nagri (Mandsaur)
Nagri is een nagar panchayat (plaats) in het district Mandsaur van de Indiase staat Madhya Pradesh. 

## Demografie
Volgens de Indiase volkstelling van 2001 wonen er 6.565 mensen in Nagri, waarvan 50% mannelijk en 50% vrouwelijk is. De plaats heeft een alfabetiseringsgraad van 67%. 